# Irisierende Wolke

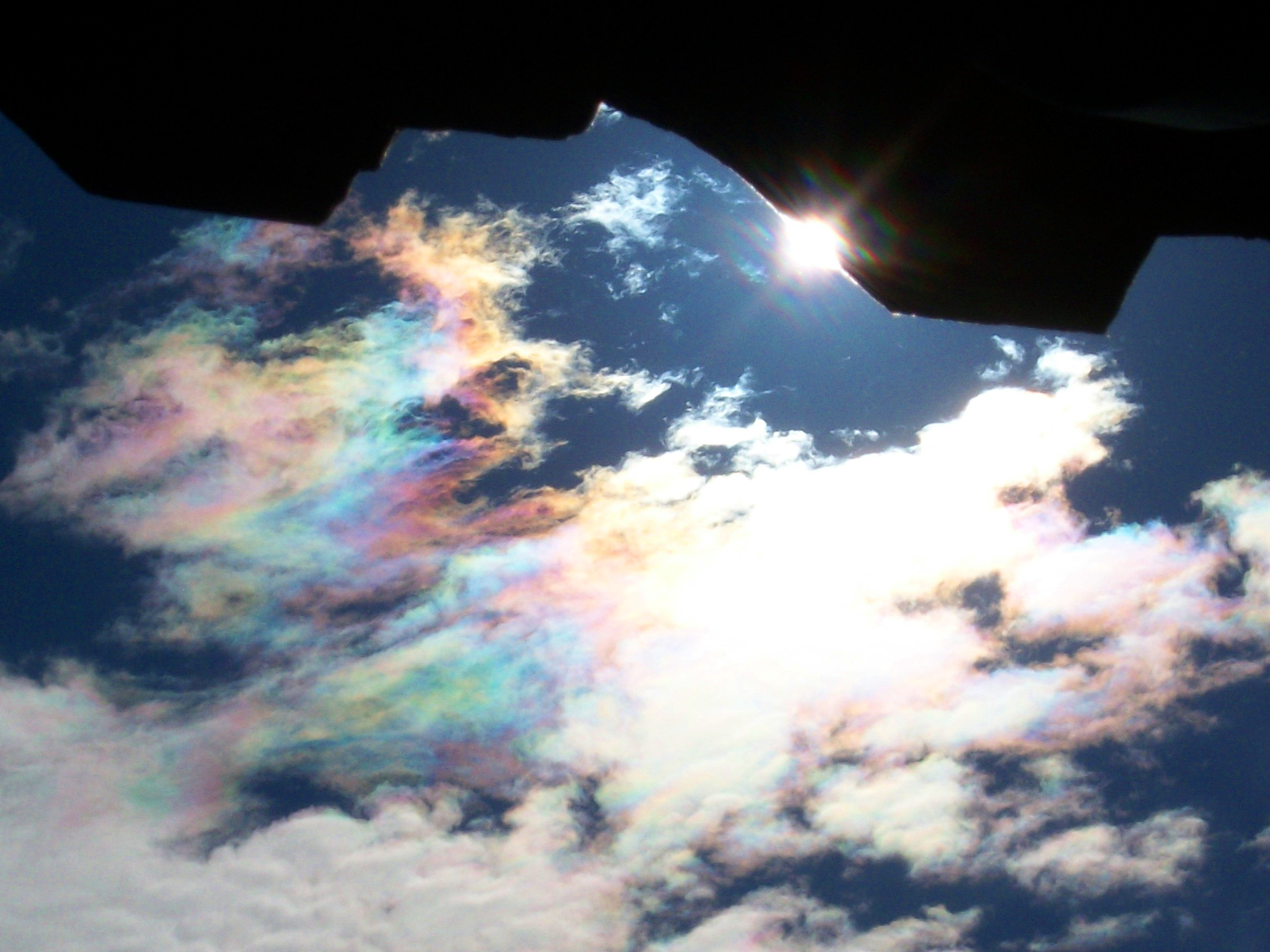
Irisierende Wolke

Irisierende Wolken sind perlmuttfarben leuchtende Wolkenteile.

## Beobachtung und Entstehung
Diese Erscheinung tritt vor allem an den Rändern von sich optisch in der Nähe der Sonne befindenden Wolken (z. B. an Altocumuluswolken) auf. Sie entsteht durch die Beugung der Lichtstrahlen an Wassertröpfchen oder Eiskristallen und gehört damit zu den Ereignissen, die Photometeore genannt werden.
Die Ränder der Wolken zeigen eine purpurrote, blaue und grüne Farbe. Sehr kleine Wassertröpfchen rufen das Irisieren hervor. Die kleinen Tröpfchen erzeugen sehr große Kränze mit breiten Abschnitten gleicher Farbe. Deshalb weisen große Bereiche der Wolke die gleiche Farbe auf.
Die verschiedenen Farben an der irisierenden Wolke beruhen auf der unterschiedlichen Tröpfchengröße. Verschiedene Größen von Tröpfchen erzeugen auch unterschiedliche Kränze, so dass die Farbe trotz gleichem Abstand zur Sonne unterschiedlich ist.